# Piramida (powieść Ismaila Kadare)
Piramida (franc. La Pirámide, alb. Pluhuri mbreteror) –  powieść albańskiego pisarza Ismaila Kadare. Po raz pierwszy została wydana w roku 1992, w paryskim wydawnictwie Librairie Arthème Fayard i w albańskim wydawnictwie Çabej. Powieść nie była tłumaczona na język polski.

## Fabuła
Tytuł powieści nawiązuje do kształtu mauzoleum Envera Hodży, które otwarto w 1988 w Tiranie. Podobnie jak we wcześniejszych powieściach akcja Piramidy rozgrywa się równolegle w rzeczywistości komunistycznej Albanii i w starożytności. Faraon Cheops pragnie zbudować największą z piramid, nie licząc się z kosztami w coraz bardziej ubogim Egipcie. Według podobnych założeń buduje swój system władzy Enver Hoxha nie licząc się z kosztami i pragnąc za wszelką cenę utrzymać się przy władzy.
Piramida jest pierwszą powieścią Ismaila Kadare, którą ukończył na emigracji w Paryżu i uważana za pierwszą jego powieść rozliczeniową. Rozpoczął jej pisanie jeszcze w 1988 w Tiranie, w latach 1990-1992 pisał ją w Paryżu. Pierwsze jej fragmenty ukazały się w 1991 w dzienniku opozycyjnym Rilindja Demokratike. W 1993 książka została uhonorowana francuską nagrodą Prix Méditerranée.

## Wybrane tłumaczenia powieści
- 1993: De piramide: roman (niderl. tłum. Jacqueline Sheji), wyd. Amsterdam
- 1994: Hē pyramida (grec. tłum. Nikos Anagnostou), wyd. Ateny
- 1994: La pirámide (hiszp. tłum. Ramon Sánchez)
- 1994: A pirâmide (port. tłum. Octávio Gameiro, Ana Kristina Costa)
- 1997: La piramide (włos. tłum. Francesco Bruno), wyd. Mediolan
- 1999: Piramit (tur. tłum. Aykut Derman), wyd. Stambuł
- 2000: Ha-piramida (hebr. tłum. Rami Saari), wyd. Jerozolima
- 2001: Yu wang jin zi ta (chińs. tłum. Baoxuan Tan), wyd. Tajpej
- 2003: Piramida (rum. tłum. Marius Dobrescu), wyd. Jassy
- 2011: Piramid: sebuah novel (indonez. tłum. Dwi Pranoto), wyd. Dżakarta
- 2014: Die Pyramide (niem. tłum. Joachim Röhm), wyd. Frankfurt nad Menem
- 2022: 피라미드 : 이스마일 카다레 장편소설 (kor.) wyd. Paju